# 三園 (板橋区)
三園（みその）は、東京都板橋区の町名。現行行政地名は三園一丁目及び三園二丁目。住居表示実施済み。

## 地理
三園は板橋区の西部西端に位置する。北で新河岸、東で高島平、南東で赤塚、南西はで成増、西で埼玉県和光市白子・下新倉と隣接する。県境は旧流路が採用されているため白子川を越えて和光市白子に食い込んでいる地域もある。
板橋区の西端にあたり、西辺をもって東京都・埼玉県境を成している。町域中央を東西に走る都道高島通りを境界に南部が三園一丁目、北部が三園二丁目である。南側の三園一丁目には住宅地・商業地、北側の三園二丁目は三園浄水場が大半を占める。

### 地価
住宅地の地価は、2025年（令和7年）1月1日の公示地価によれば、三園1-44-25の地点で34万9000円/m2となっている。

## 歴史
当該エリアは1871年（明治4年）11月に浦和県（現埼玉県）から東京府に編入され、1889年（明治22年）北豊島郡赤塚村の一部となった。1932年（昭和7年）東京市板橋区となったあと、住居表示実施に伴い三園が成立した。

## 世帯数と人口
2025年（令和7年）3月1日現在（板橋区発表）の世帯数と人口は以下の通りである。
| 丁目       | 世帯数    | 人口    |
| ---------- | --------- | ------- |
| 三園一丁目 | 3,131世帯 | 5,768人 |
| 三園二丁目 | 642世帯   | 1,083人 |
| 計         | 3,773世帯 | 6,851人 |

### 人口の変遷
国勢調査による人口の推移。
| 年                 | 人口  |
| ------------------ | ----- |
| 1995年（平成7年）  | 5,267 |
| 2000年（平成12年） | 5,809 |
| 2005年（平成17年） | 6,310 |
| 2010年（平成22年） | 6,526 |
| 2015年（平成27年） | 6,740 |
| 2020年（令和2年）  | 7,227 |

### 世帯数の変遷
国勢調査による世帯数の推移。
| 年                 | 世帯数 |
| ------------------ | ------ |
| 1995年（平成7年）  | 2,237  |
| 2000年（平成12年） | 2,504  |
| 2005年（平成17年） | 2,758  |
| 2010年（平成22年） | 2,920  |
| 2015年（平成27年） | 3,099  |
| 2020年（令和2年）  | 3,339  |

## 学区
区立小・中学校に通う場合、学区は以下の通りとなる（2021年8月時点）。
| 丁目       | 番地 | 小学校             | 中学校                 |
| ---------- | ---- | ------------------ | ---------------------- |
| 三園一丁目 | 全域 | 板橋区立三園小学校 | 板橋区立高島第三中学校 |
| 三園二丁目 | 全域 | 板橋区立三園小学校 | 板橋区立高島第三中学校 |

## 事業所
2021年（令和3年）現在の経済センサス調査による事業所数と従業員数は以下の通りである。
| 丁目       | 事業所数  | 従業員数 |
| ---------- | --------- | -------- |
| 三園一丁目 | 103事業所 | 1,235人  |
| 三園二丁目 | 57事業所  | 1,023人  |
| 計         | 160事業所 | 2,258人  |

### 事業者数の変遷
経済センサスによる事業所数の推移。
| 年                 | 事業者数 |
| ------------------ | -------- |
| 2016年（平成28年） | 168      |
| 2021年（令和3年）  | 160      |

### 従業員数の変遷
経済センサスによる従業員数の推移。
| 年                 | 従業員数 |
| ------------------ | -------- |
| 2016年（平成28年） | 2,462    |
| 2021年（令和3年）  | 2,258    |

## 交通

### 鉄道
町域に駅は存在しないが、以下の路線・駅が利用可能である。
- 東京都交通局
  - 都営地下鉄三田線：西高島平駅（高島平六丁目）

### 道路
- 首都高速5号池袋線：高島平出入口
- 国道17号（新大宮バイパス）
- 東京都道68号練馬川口線（笹目通り）
- 東京都道447号赤羽西台線

## 施設
- 板橋区立三園小学校（三園一丁目）
- 三園浄水場（三園二丁目）

## その他

### 日本郵便
- 郵便番号 : 175-0091[3]（集配局 : 板橋西郵便局[17]）。